# Listă de filme sovietice din 1943
- Filme sovietice din: 1942 — 1943 — 1944

Aceasta este o listă de filme produse în Uniunea Sovietică în 1943.

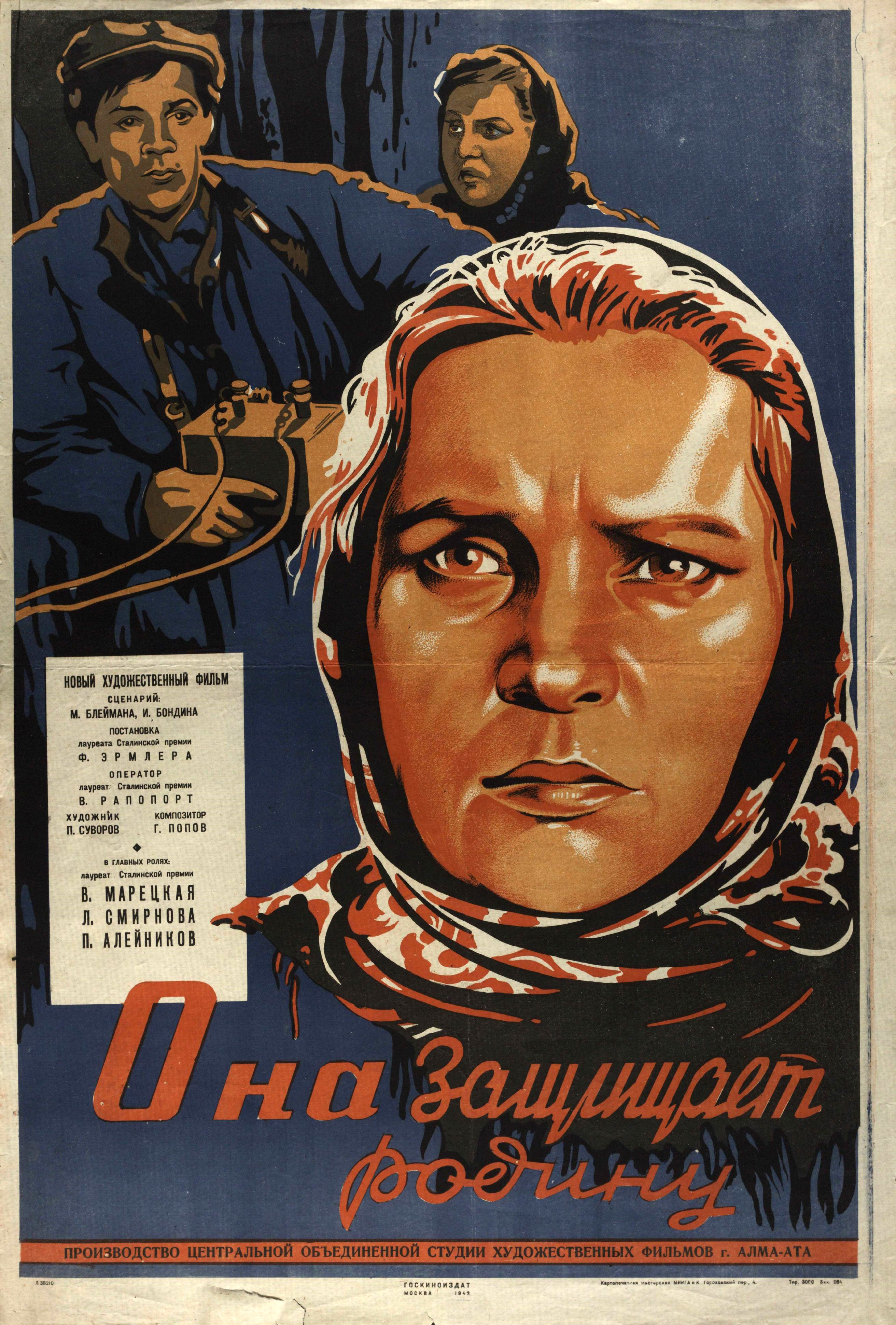
Partizana

| Titlu             | Titlu original      | Regizor          | Distribuție                                         | Gen                     | Note                                                        |
| ----------------- | ------------------- | ---------------- | --------------------------------------------------- | ----------------------- | ----------------------------------------------------------- |
| 1943              |                     |                  |                                                     |                         |                                                             |
| Emirul din Buhara | Насреддин в Бухаре  | Iakov Protazanov | Lev Sverdlin, Konstantin Mihailov, Emmanuil Gheller | film de comedie         | după roman de Leonid Soloviov și povești cu Nastratin Hogea |
| Partizana         | Она защищает Родину | Fridrih Ermler   | Vera Marețkaia, Nikolai Bogoliubov, Lidia Smirnova  | film de război          | [ 1 ]                                                       |
| Submarinul T-9    | Подводная лодка Т-9 | Alexandru Ivanov | Oleg Jakov, Ismail Dagestanli                       | film dramatic de război | RSS Azeră                                                   |
|                   |                     |                  |                                                     |                         |                                                             |